# Борис Анакиев
Борис Ананиев Анакиев е български офицер, генерал-майор от Строителни войски.

## Биография
Роден е на 16 януари 1935 г. в трънското село Шипковица. През 1953 г. завършва гимназия. Завършва Народното училище за трудови офицери „Ген. Благой Иванов“. По-късно завършва Висшия инженерно-строителен институт (днес УАСГ). В периода 1955 – 1996 г. е в Строителни войски. Службата си започва в пловдивската строителна дивизия. Там е технически ръководител. От 1967 до 1969 г. е старши инженер в щаба на дивизията. От 1969 до 1973 г. е командирован в Куба, където участва в изграждането на летища, магистрали, жилищни комплекси и други. От 1978 до 1980 г. е отново там, за да помогне за създаването на местни строителни войски. От 1981 до 1985 г. е главен инженер на софийската строителна дивизия. Между 1985 и 1989 г. е началник-отдел „Оперативно ръководство на строителството“ към Строителни войски. От 1989 до 1993 г. е командир на 25-а общостроителна дивизия на Строителни войски. В периода 1993 – 1996 г. е главен инженер на Строителни войски. Почетен гражданин на София.